# Nesidiochernes maculatus
Nesidiochernes maculatus es una especie de arácnido  del orden Pseudoscorpionida de la familia Chernetidae.

## Distribución geográfica
Se encuentra en las Islas Marshall y en las Islas Carolinas.